# Lycée français MLF de Bahreïn
Le Lycée français MLF de Bahreïn est un établissement scolaire international français installé au Bahreïn depuis 1976 et géré par la Mission laïque française depuis 2009. L'établissement est homologué par le Ministère français de l’Éducation nationale des classes de maternelle jusqu'à celles des Terminales,. Comme les autres établissements de la Mission laïque française, il est mis l'accent sur l'apprentissage des langues (français, anglais et arabe) dès la maternelle.
De par son appartenance au réseau de la Mission laïque française, cette école bénéficie du statut d'établissement partenaire de l'Agence pour l'enseignement français à l'étranger.